# Julius Fučík (jornalista)
Julius Fučík, (Praga, 23 de fevereiro de 1903, Berlim, 8 de setembro de 1943) foi um jornalista checoslovaco, membro destacado do Partido Comunista da Checoslováquia e participante no movimento de resistência durante a ocupação nazi. Encarcerado pelos nazis e torturado, foi assassinado por estes, convertendo-se em mártir e herói durante o regime comunista.

## Biografia
Julius nasceu no bairro operário de Smichov em Praga em 23 de fevereiro de 1903, numa família da classe trabalhadora, amante do teatro. Era sobrinho de Julius Fučík, compositor de marchas militares. Desde pequeno atuou em obras teatrais no seu bairro. Em 1913, aos dez anos, a sua família mudou-se para Plzeň, uma cidade industrial a 90 km de Praga, onde o pai encontrara trabalho nas fábricas da Skoda. Julius entrou no instituto da cidade e em 1915 escreveu e editou um único número de uma revista escolar, Slovan. Em 1919 produziu-se um facto significativo na sua vida quando abandona formalmente a Igreja Católica. Em 1920 entrou no Partido Social-democrata dos Trabalhadores Checoslovacos e quando dele se originou o Partido Comunista da Checoslováquia Julius também adere ao novo movimento. Ao terminar o bacharelato, Julius volta a Praga para estudar na faculdade de filosofia da Universidade Carolina enquanto trabalha como auxiliar de escritório e escreve sobretudo sobre temas culturais para o semanário Pravda, o órgão do PCC de Plzeň e desde 1925 escreve para o Rudé Právo, o órgão central do PCC. Em 1926 chega à direção da revista literária Kmen e colabora na Tvorba, e quando em 1928 o governo checoslovaco proíbe as publicações do PCC consegue chegar à direção da Tvorba convertendo-a em órgão oficioso do PCC. Em 1929 deixou a direção da revista Kmen.
Em 1930 realizou uma viagem de quatro meses pela União Soviética, e as reportagens que escreveu nessa viagem apareceram num livro com o título de V zemi, kde zítra již znamená včera (No país onde amanhã significa ontem, 1932). Entre 1932 e 1933 Julius realizou o serviço militar na Eslováquia. Em 1934 vai para Moscovo como correspondente do Rudé Právo, depois de um período no qual se viu fustigado pelas autoridades, e os artigos desta época foram publicados postumamente em livro com o título de V zemi milované (No país amado, 1949).
Fučík realizou uma viagem clandestina até Munique em julho de 1934 para observar a situação na Alemanha Nazi. Depois de o governo checo proibir em 30 de setembro de 1938 todas as atividades do PCC, Fučík continuou a publicar na imprensa artigos com temas diversos, artigos com o pretexto de temas históricos em que faz uma chamada à vontade de luta do povo checo. A criação do Protetorado da Boémia e Morávia em 15 de março de 1939 implicou a entrada das tropas alemãs na Checoslováquia e em fins de maio Fučík procura a segurança do lar familiar em Chotimêrê. Ao saber que a Gestapo andava à sua procura foi de novo a Praga, vivendo na clandestinidade em casas de amigos e militantes da rede clandestina do PCC.

### Detenção e assassinato
Quando a direção clandestina do PCC foi detida em junho de 1941, Jan Zika foi o encarregado de dirigir uma nova equipa e encarregou Fučík com a direção da propaganda, conseguiu editar na clandestinidade o Rudé Právo, de forma mensal, e foi o principal responsável de outras 5 revistas clandestinas. Nessa qualidade publicou muitos artigos. Em 24 de abril de 1942 Fučík foi detido pela Gestapo. Embora Fučík estivesse armado, não usou armas. A única sobrevivente do incidente, Riva Friedová-Krieglová, disse na década de 1990 que Fučík tinha ordens para se suicidar para evitar a detenção. No entanto, estas afirmações estão sujeitas a dúvidas pois Riva era uma dissidente anti-comunista apostada em denegrir a imagem de Fucik. Na prisão escreveu Reportáž psaná na oprátce (Reportagem sob a Forca) que foi publicado em 1947 com a versão completa a ser publicada em 1995. Julius foi condenado por alta traição no Volksgerichtshof, presidido por Roland Freisler e condenado à morte, sentença que se cumpriu em 8 de setembro de 1943, por enforcamento.

Legado
Apesar das recentes tentativas de negar a vida e a obra de Fucik, o seu exemplo e coragem revolucionária continuam a inspirar os oprimidos de todo o mundo. Em 1950 foi-lhe atribuído a título póstumo o Prémio Internacional da Paz e Pablo Neruda dedicou-lhe um poema completo da sua obra "As Uvas e o Vento". Nesse poema Neruda canta elogiosamente não apenas Fucik como também a Checoslováquia socialista. Nos anos 80, o militante comunista cubano José Soto escreveu um livro sobre a obra e o legado de Fucik. Também a sua esposa Gusta Fucikova publicou vasta obra de e acerca do seu marido Julius Fucik. Em 1995 foram publicadas certas partes inéditas da "Reportagem sob a Forca" que em nada diminuem o heroísmo de Fucik mas antes atestam a sua inteligência estratégica revolucionária.